# May Harrison
May Harrison (* 23. August 1890 in Indien; † 8. Juni 1959) war eine britische Violinistin.
Harrison gewann bereits im Alter von zehn Jahren bei einem Violinwettbewerb eine Goldmedaille. Ab 1901 studierte sie am Royal College of Music bei Enrique Arbós. Ab 1908 war sie Schülerin von Leopold Auer in Sankt Petersburg. In Großbritannien debütierte sie 1903 in der St James's Hall unter Henry Wood, ihr internationales Debüt hatte sie 1909 in Berlin. Im gleichen Jahr vertrat sie Fritz Kreisler, der verhindert war, beim Mendelssohn-Festival in Helsingfors.
Zeitig wurde Harrison als Interpretin der Werke von Johann Sebastian Bach bekannt. In der Zeit vor dem Ersten Weltkrieg trat sie mit ihrer Schwester, der Cellistin Beatrice Harrison in ganz Europa mit dem Doppelkonzert von Johannes Brahms auf, u. a. auch unter dem Dirigat von Glasunow in St. Petersburg. Nachdem Frederick Delius das Werk unter Thomas Beecham in Manchester gehört hatte, schrieb er für sie sein eigenes Doppelkonzert und widmete es ihnen. 1930 widmete Delius May seine dritte Violinsonate.
In der Zeit vor dem Zweiten Weltkrieg trat Harrison mit den Werken von Händel, Brahms, Elgar, Grieg, Mendelssohn, Glasunow und Arnold Bax auf und spielte Aufnahmen für den Rundfunk ein. Von 1935 bis 1947 unterrichtete sie außerdem am Royal College of Music.
Die Geschwister Harrison gehörten zu den leitenden Figuren der englischen Musikszene in der ersten Hälfte des 20. Jahrhunderts: neben ihrer Schwester, der Cellistin Beatrice, waren auch ihre beiden anderen Schwestern, Margaret (Violinistin) und Monica (Sängerin) bekannte Interpretinnen.